# Chantiers navals de Barriol
Créés en 1882 par Henri Satre, fabricant de bateaux à vapeur, les chantiers navals de Barriol sont situés sur le domaine maritime du Rhône à Arles.

## Histoire
Dotés d'équipement innovants pour la réparation de bateaux et d'une implantation privilégiée sur le Rhône, l'entreprise fonctionne durant un siècle. Elle connaît par la suite de grosses difficultés économiques dans les années 1980, ce qui l'amène à se modifier en profondeur. Grâce aux ouvriers, les chantiers sont transformés en S.C.O.P. (Société coopérative ouvrière de production) en 1981.

## Localisation
Les chantiers naval sont situés à Arles dans le quartier de Barriol, en rive gauche du fleuve, en aval de la presqu'île du Cirque romain, à proximité de l'écluse du canal d'Arles à Bouc.

## Activités
Aujourd'hui, les chantiers navals de Barriol sont le plus grand atelier de réparations de bateaux de croisières 
et de transports de marchandises fluviales situé entre Lyon et la Méditerranée.

## Équipements
Les chantiers sont dotés d'une grande cale de halage latéral, permettant de hisser avec des treuils, des bateaux jusqu'à 120 m de long.
Péniches, bateaux de croisières, barges, etc.